# Constant Chevillon
Constant Chevillon (ur. 26 października 1880; zm. 25 marca 1944) – był masońskim mistrzem mistyczno-ezoterycznego rytu Memphis-Misraim i szefem FUDOFSI (Fédération Universelle des Ordres, Fraternités et Sociétés Initiatiques). 
W 1944 został zastrzelony przez Gestapo. Był patriarchą Powszechnego Kościoła Gnostyckiego. Napisał kilka prac na temat wolnomularstwa.